# Golden Ale
La Golden ale o summer ale (en anglès, ale daurada o ale d'estiu) és un estil de cervesa desenvolupat a Anglaterra a finals del segle xx per cerveseries que pretenien competir al mercat de les cerveses tipus lager amb un producte amb més sabor i qualitat. El propòsit fou fer una cervesa tipus ale però especialment bevible i refrescant i en resultà una cervesa color palla translúcid amb l'aspecte i les característiques d'una lager (gust suau, poc cos i baixa graduació) però amb un caràcter lleugerament més maltós i sobretot més llupolós. És habitual utilitzar llúpols americans, encara que també es poden usar llúpols anglesos o fins i tot llúpols nobles. La primera summer ale, la "Summer Lightning", fou creada el 1986 en una petita cerveseria de Salisbury, al sud d'Anglaterra i després de diversos premis guanyats i de l'èxit de vendes fou ràpidament imitada fins a esdevenir un estil fàcilment identificable.